# Дечанска планина
Дечанската планина е част от масива на Проклетия, и се издига на височина от 2200 метра над морското равнище.
Носи името на едноименното село с известния Дечански манастир със същото име. Непосредствено до Дечанската планина се издига връх Джеравица. Под Дечанската планина се намира Радоничкото езеро.
|  | Тази страница частично или изцяло представлява превод на страницата Deçan Mountain в Уикипедия на английски. Оригиналният текст, както и този превод, са защитени от Лиценза „Криейтив Комънс – Признание – Споделяне на споделеното“, а за съдържание, създадено преди юни 2009 година – от Лиценза за свободна документация на ГНУ. Прегледайте историята на редакциите на оригиналната страница, както и на преводната страница, за да видите списъка на съавторите. ВАЖНО: Този шаблон се отнася единствено до авторските права върху съдържанието на статията. Добавянето му не отменя изискването да се посочват конкретни източници на твърденията, които да бъдат благонадеждни. |